# Alykes
Alykes  este un oraș în Grecia în prefectura Zakynthos.